# Heinersdorf (Großbeeren)
Heinersdorf ist ein Ortsteil der Gemeinde Großbeeren im Landkreis Teltow-Fläming in Brandenburg.

## Lage
Der Ort liegt nördlich des Kernortes Großbeeren im Landschaftsschutzgebiet Diedersdorfer Heide und Großbeerener Graben an der B 101. Südlich verläuft die Landesstraße L 76, unweit nördlich verläuft die Grenze zu Berlin. Zu Heinersdorf gehören die bewohnten Gemeindeteile Birkholz, Birkenhain und Friederikenhof.

## Verkehr
Über die Buslinie 710 besteht eine Direktverbindung nach Berlin-Marienfelde (Bezirk Tempelhof-Schöneberg), sowie eine Anbindung an den  Kernort Großbeeren. Der Bahnhof Teltow (RE4) ist nur wenige Kilometer von Heinersdorf entfernt. Eine direkte Anbindung des öffentlichen Nahverkehrs besteht nicht. Über den Bus 710 ist eine direkte Anbindung an die Bahnhöfe Ludwigsfelde & Birkengrund möglich.

## Geschichte

### 13.–15. Jahrhundert

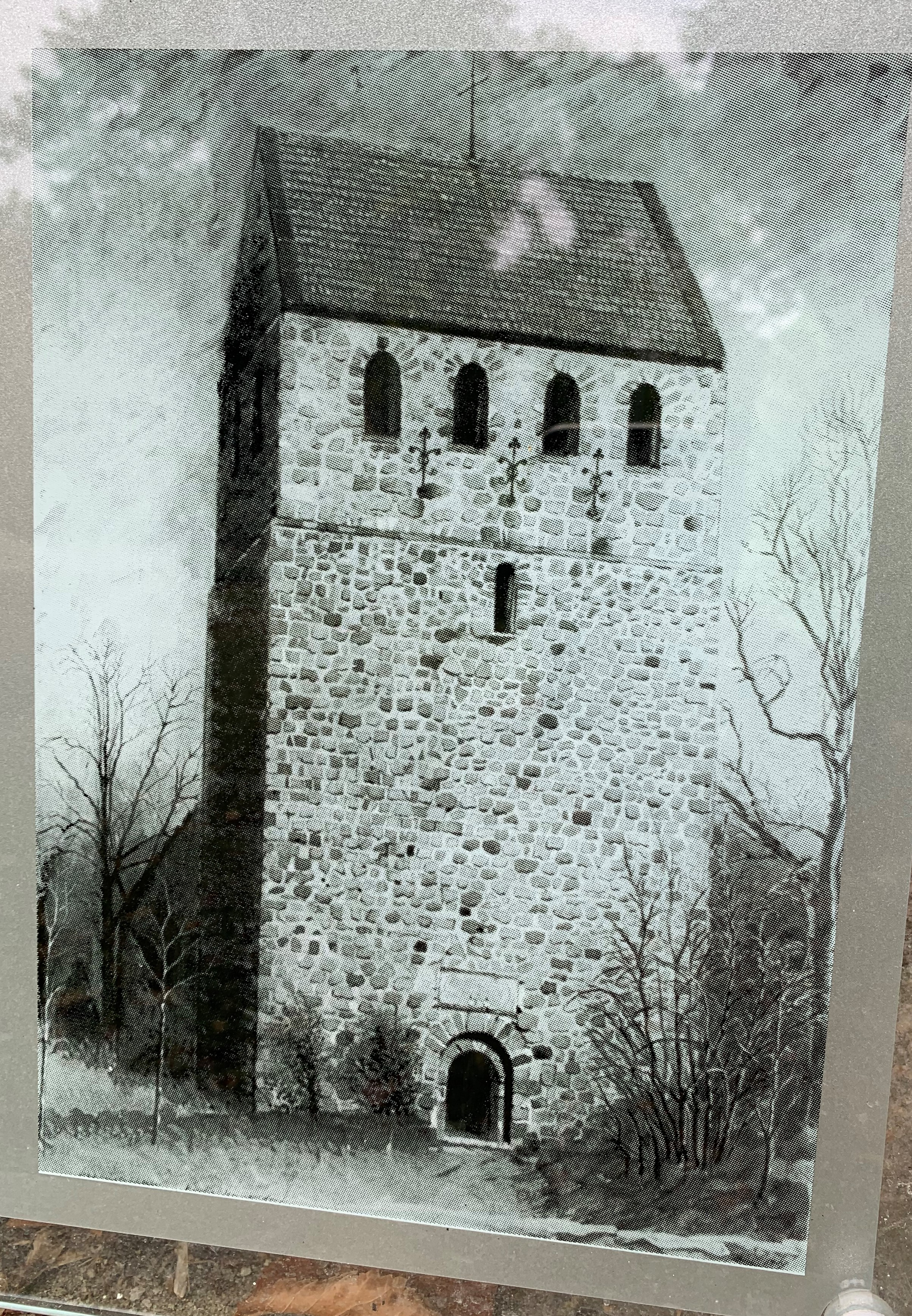
Ehemalige Dorfkirche

Der Ort wurde 1299 erstmals als Hinrichtstorp urkundlich erwähnt. Es war zu dieser Zeit ein Dorf im Territorium Teltow und gehörte dem Markgrafen als Angefälle, also als Erbteil des Bischofs von Brandenburg. Um 1308 bis nach 1375 war es als Tafelgut im Besitz des Bischofs. Im Jahr 1375 erschien Heynenkstorpp, Heynrichtstorff, Hinrikstorpp, Henrikstorff und Hinrichtstorp im Landbuch Karls IV. Der Ort war zu dieser Zeit 49 Hufen groß, davon gehörten zwei abgabenfreie Hufen dem Pfarrer. Es gab vier Kötterhöfe sowie einen Krug. Der Krüger, so verzeichnete es das Landbuch, „malzt, dörrt und breit seit alters nach Belieben“. Der Bischof sowie seine Vasallen hielten die Ober- und Untergerichtsbarkeit sowie Dienste und Abgaben.  Die Bede von 19 Hufen war jedoch einem Altar in Berlin zugesprochen. Im 15. Jahrhundert war Heinersdorf wieder markgräflich geworden. Von dort ging der Ort vor 1437 an die Familie Heckelwerg, anschließend für drei Jahre an die Familie Donner zu Berlin, die es an den Bürger Markow (Berkow, Brackow) weitergab. Er erhielt vom Markgrafen das Ober- und Untergericht, das Kirchenpatronat sowie Abgaben und Dienste. In dieser Zeit gab es 1440 einen Lehnschulzen, einen Siebenhufner, zwei Sechshufner (von denen einer von der Familie von Liepe besetzt war) sowie vier Vierhunfer, von dem ein Hof von der Familie von Hake bewohnt war. Außerdem gab es je einen Hof mit drei sowie einen mit zwei Hufen Größe; hinzu kam ein Kirchhof. Zehn Jahre später war die Gemarkung auf 53 Hufen angewachsen. Der Pfarrer erhielt nun drei Hufe, die Kirche eine. Die vier Bauern sowie der Schulze besaßen jeweils sechs Hufe, ein Bauer hielt fünf Hufe, ein Bauer vier sowie ein Bauer drei Hufe. Elf Hufen waren jedoch wüst, also unbesetzt und brachten keine Einnahmen. Im Jahr 1476 wurde der Ort in den Besitz des Klosters Lehnins übertragen. Der Lehnschulze besaß nach wie vor sechs Hufen, musste jedoch nur noch für zwei Hufen Abgaben entrichten. Weiterhin gab es einen Siebenhufner, drei Sechshufner (davon einer wüst), einen Fünfhufner, einen Vierhufner und zwei Dreihufner. Hinzu kamen die Kirchhufe, ein Hirtenhof sowie ein Krug. Das Kloster hielt den Ort bis 1485 und übergab ihn danach an die von Hake.

### 16.–18. Jahrhundert
Die Familie von Hake besaß 1541 insgesamt 50 Hufen, dazu zwei Pfarrhufen und eine Kirchhufe. Um 1590 wurde einer der Sechshufner von der Familie Hake selbst genutzt. 1608 erschien es dann auch als „Dorf, zu Kleinmachnow gehörig“. Vor dem Dreißigjährigen Krieg gab es in Heinersdorf neun Hufner und einen Hirten. Eine eigene Schmiede bestand noch nicht, jedoch kam bei Bedarf ein Laufschmied in den Ort. Ein Hof mit sechs Hufen wurde 1619 von Frau Hake freigewilligt, d. h. von Abgaben befreit. Im Krieg wurde Heinersdorf vollständig zerstört: 1652 gab es „kein Bauern und kein Kötter darin“. Die von Hake behielten ihn jedoch und bauten ihn 1690 zum Rittersitz aus.
Im Jahr 1711 hatte sich Heinersdorf weitgehend erholt. Es gab sechs Hufner, einen Laufschmied, einen Schäfer, einen großen und einen Knecht. Sie zahlten für 44 Hufen jeweils acht Groschen Abgaben. 1716 war der Ort als Rittersitz mit acht Bauern und weiterhin 44 Hufen bekannt. 1745 hatte ein Bauer den Ort verlassen. Es gab weiterhin einen Krug und den Rittersitz. Im Jahr 1771 gab es in Heinersdorf sieben Giebel (=Wohnhäuser), einen eigenen Schmied, einen Hirten, vier Paar Hausleute, den Schäfer und den Knecht. Die Abgaben waren mittlerweile auf acht Groschen je Hufe angestiegen.

### 19.–21. Jahrhundert
Im Jahr 1801 lebten in Heinersdorf sieben Ganzbauern, vier Einlieger und der Krüger. Es gab 14 Feuerstellen (=Haushalte) und einen Wohnplatz Heidekrug mit einem eigenen Krug. Dort lebte ein Büdner mit zwei Feuerstellen. Am 23. August 1813 gab General von Bülow von hier aus den Angriffsbefehl für die Schlacht bei Großbeeren. Vor 1817 zogen sich die von Hake aus dem Ort zurück und übergaben das Dorf mit Gut sowie der Krug Heidekrug an die Familie Mulle. 1840 bestand das Rittergut sowie neun Wohnhäuser im Dorf. Die Familie Mumme zog sich zwei Jahre später zurück und übergaben es an einen Herrn Voß, der es jedoch nur ein Jahr später an einen Baron von Ditmar weitergab. Auch er hielt es nicht lange und so kam Heinersdorf 1848 an die Familie Schrader, von 1855 bis nach 1864 an die Familie Beerend. 1860 bestand der Ort aus einem Gut und einer Kolonie. Es gab zwei öffentliche, acht Wohn- und 15 Wirtschaftsgebäude, darunter eine Brennerei. 1881 erwarb die Stadt Berlin den Gutsbezirk Heinersdorf mit einer Fläche von 418 Hektar zusammen mit dem Gut Osdorf und nutze die Flächen als Berliner Stadtgüter zur Verrieselung.

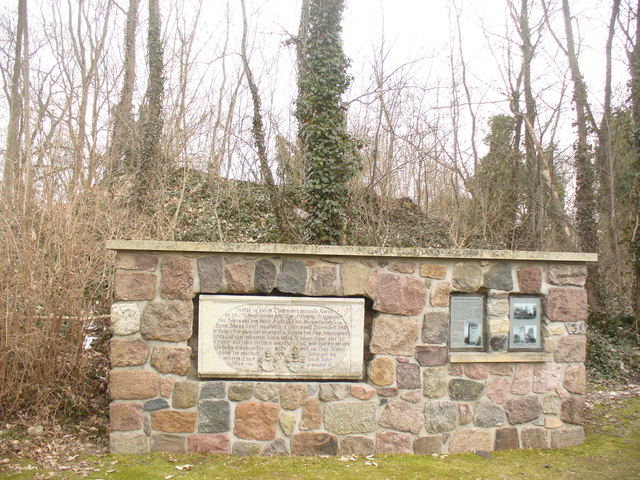
Gedenktafel an die zerstörte Kirche

1928 wurde Heinersdorf in die Gemeinde Osdorf eingemeindet. Das Gutshaus wurde im Zweiten Weltkrieg zerstört, ebenso die Kirche, die 1943 bei einem Bombenangriff zerstört wurde. Der Kirchturm wurde in den 1950er Jahren gesprengt. Nach dem Bau der Berliner Mauer wurde Osdorf im Zuge von Grenzsicherungsmaßnahmen der DDR abgerissen. Rund 150 Bewohner wurden zum Teil auf  Heinersdorfer Gebiet umgesiedelt, der Gemeinde behielt jedoch den Namen Osdorf. 1973 bestand in Heinersdorf ein Betriebsteil des VEG Genshagen. Die Gemeinde Osdorf wurde am 31. Dezember 1999 als Ortsteil nach Großbeeren eingemeindet und 2000 in Heinersdorf umbenannt.

## Bevölkerungsentwicklung
| Jahr      | 1734 | 1772 | 1801                  | 1817             | 1840 | 1858 |
| Einwohner | 89   | 111  | 89 und 16 (Heidekrug) | 70 mit Heidekrug | 93   | 128  |

## Sehenswürdigkeiten

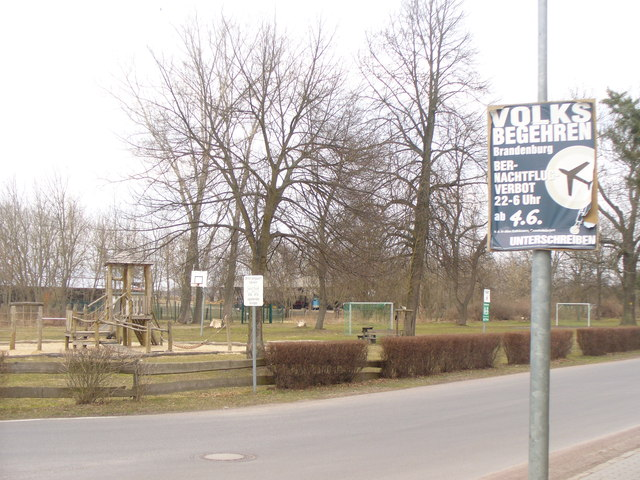
Spielplatz

- Im nordwestlichen Teil des Gemeindegebiets befindet sich an der Landesgrenze zu Berlin das Japaneck mit einem Gedenkstein.
- In der Liste der Baudenkmale in Großbeeren ist für Heinersdorf kein Baudenkmal aufgeführt.
- In der Liste der Naturdenkmale in Großbeeren sind für Heinersdorf zehn Naturdenkmale aufgeführt.